# Smeathmannia
Smeathmannia es un género de plantas con flores perteneciente a la familia de las Passifloraceae. Comprende 7 especies descritas y de estas, solo 2 aceptadas.

## Taxonomía
El género fue descrito por Sol. ex R.Br. y publicado en Narrative of an Expedition to Explore the River Zaire 439. 1818. La especie tipo es: Smeathmannia pubescens Sol. ex R.Br.	

## Especies aceptadas
A continuación se brinda un listado de las especies del género Smeathmannia aceptadas hasta julio de 2014, ordenadas alfabéticamente. Para cada una se indica el nombre binomial seguido del autor, abreviado según las convenciones y usos.
- Smeathmannia laevigata Sol. ex R.Br.
- Smeathmannia pubescens Sol. ex R.Br.